# Remeteszőlős
Remeteszőlős là một thị trấn thuộc hạt Pest, Hungary. Thị trấn này có diện tích 0,56 km², dân số năm 2010 là 678 người, mật độ 1211 người/km².